# Исполнение приказа или распоряжения
Исполнение приказа или распоряжения — одно из обстоятельств, исключающих преступность деяния в уголовном праве. Лицо, осуществлявшее общественно опасные действия в рамках исполнения обязательных для него приказа или распоряжения, может быть освобождено от ответственности.

## История возникновения

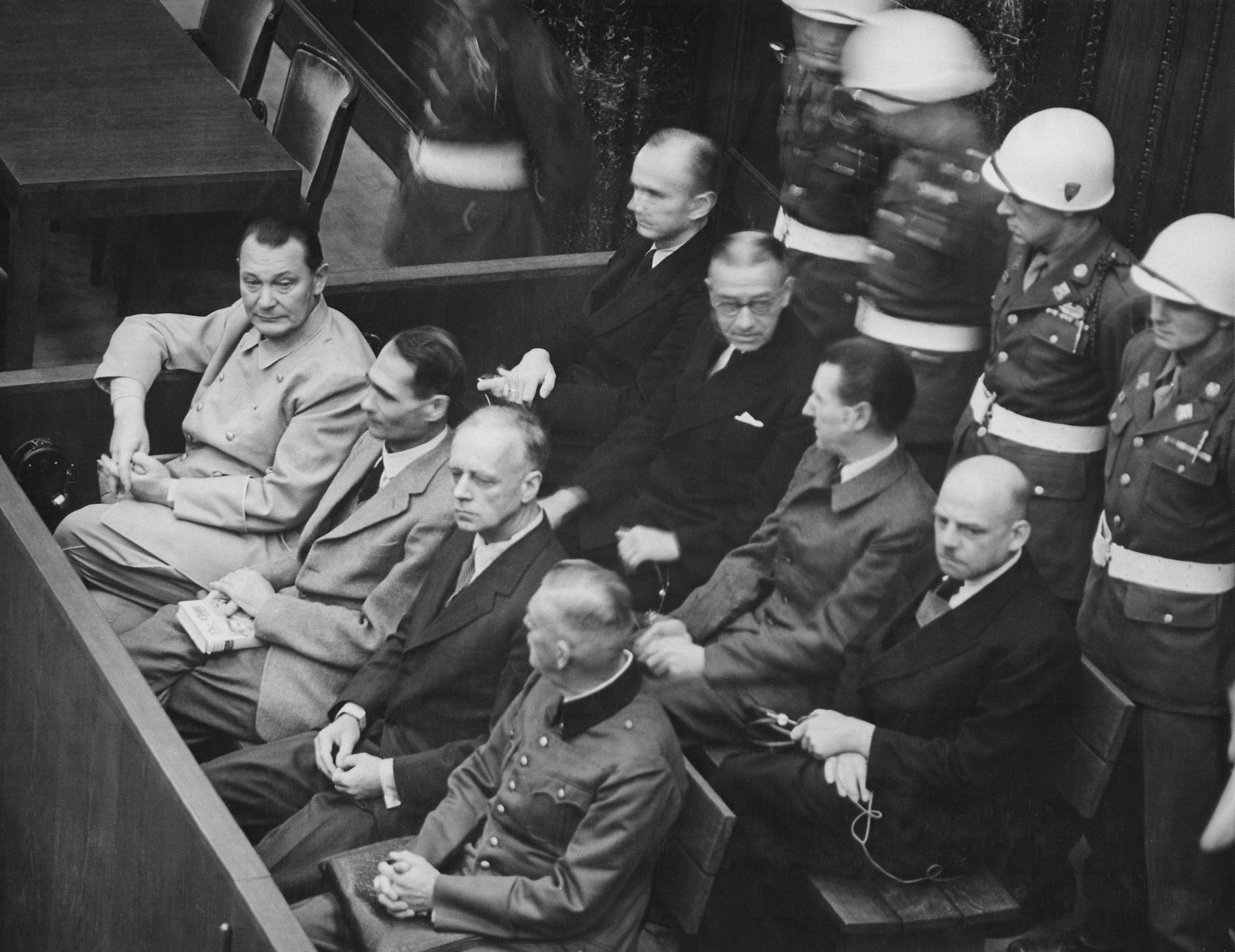
Обвиняемые на Нюрнбергском процессе.

Данный институт пришёл в национальное уголовное право из практики международных уголовных судов и трибуналов. Так, например, в принципах Нюрнбергского процесса, сформулированных Комиссией международного права ООН, указывалось, что «Исполнение приказа правительства или начальника не освобождает от ответственности… если фактически был возможен сознательный выбор». Если исполнитель не мог сознательно выбрать линию своего поведения, он освобождался от ответственности.
Согласно ст. 33 Римского статута Международного уголовного суда от 17 июля 1998 года основанием для освобождения исполнителя приказа от уголовной ответственности является наличие следующих факторов: а) юридическая обязанность лица исполнять приказы правительства и начальника; б) отсутствие явного осознания исполнителем незаконности приказа и очевидно незаконного характера самого приказа; при этом очевидно незаконными признаются приказы об осуществлении акта геноцида или преступления против безопасности человечества.
Таким образом, в международном уголовном праве действует концепция «умных штыков»: подчинённые должны оценивать законность приказа, отдаваемого начальником, и несут ответственность за исполнение явно незаконных для них приказов (при этом начальник, отдавший явно незаконный приказ, несёт ответственность в любом случае). Если исполнение явно незаконного приказа было обусловлено физическим или психическим принуждением со стороны отдающего приказ, лицо, исполнившее приказ, может быть освобождено от уголовной ответственности по этому основанию.

## Условия освобождения от ответственности
Условиями освобождения от ответственности за исполнение приказа являются:
- Требование исполнить определённые действия должно исходить от компетентного органа или лица, наделённого соответствующими полномочиями. Оно не обязательно должно быть в письменной форме, официальное наименование его также может быть различным (приказ, распоряжение, указание и т. д.).
- Лицо должно быть обязано исполнить приказ или распоряжение, и несёт ответственность (уголовную, административную или дисциплинарную) за его неисполнение.
- Приказ не должен носить заведомо для исполнителя незаконного характера: он не должен явно противоречить нормативно-правовым актам, и в первую очередь уголовному законодательству.

Пример ситуации, когда приказ являлся заведомо незаконным и его исполнение не исключало ответственности:

В. — начальник отделения по борьбе с экономическими преступлениями УВД — дал указание своему подчиненному Ю., старшему группы по выявлению экономических преступлений на потребительском рынке, склонить лиц, занимающихся изготовлением фальсифицированной водки, к даче взятки на сумму не менее 5 тыс. рублей, а полученные деньги передать ему — В. Обнаружив у М. фальсифицированную водку, Ю. получил от него 5 тыс. рублей, после чего дал указание не оформлять документально факт обнаружения незаконно изготовленной водки.
Судом первой инстанции Ю. оправдан по п. «а» ч. 4 ст. 290 УК РФ за отсутствием в его действиях состава преступления. При этом суд исходил из того, что деньги Ю. получил по указанию начальника В.
Судебная коллегия Верховного Суда РФ, рассмотрев дело по кассационному протесту, отменила приговор и направила дело на новое судебное рассмотрение, сославшись на ч. 2 ст. 42 УК РФ, согласно которой лицо, совершившее умышленное преступление во исполнение заведомо незаконных приказа и распоряжения, несёт уголовную ответственность на общих основаниях.
— 
Пример ситуации, когда приказ не являлся для исполнителя заведомо незаконным и его исполнение исключало ответственность:

Бригадир завода Ш. обратилась к главному механику С. и слесарю Т. с просьбой отремонтировать ей станок. С. предложил Ш. смазать шестеренки и, не проверив, закончила ли та смазку, велел Т. включить ток. Так как Ш. смазку ещё не закончила, то её рука попала в станок, и ей были срезаны кончики двух пальцев. Верховный Суд пришёл к выводу, что в действиях Т. нет состава преступления, ибо он включил ток по прямому указанию начальника — С.
— 

## Последствия отдачи и исполнения незаконного приказа
Отдача заведомо незаконного приказа может рассматриваться как подстрекательство к преступлению (покушение на подстрекательство к преступлению, если приказ не был исполнен), либо как посредственное причинение (если исполнитель не осознаёт незаконности приказа). Исполнитель несёт ответственность за исполнение заведомо незаконного приказа наряду с отдавшим его лицом.
Лицо, не исполнившее заведомо незаконный приказ, не может быть привлечено к ответственности за его неисполнение.

## Исполнение приказа или распоряжения в уголовном законодательстве

### Россия
Уголовный кодекс РФ формулирует данное обстоятельство следующим образом:

Статья 42. Исполнение приказа или распоряжения
1. Не является преступлением причинение вреда охраняемым уголовным законом интересам лицом, действующим во исполнение обязательных для него приказа или распоряжения. Уголовную ответственность за причинение такого вреда несёт лицо, отдавшее незаконные приказ или распоряжение.
2. Лицо, совершившее умышленное преступление во исполнение заведомо незаконных приказа или распоряжения, несёт уголовную ответственность на общих основаниях. Неисполнение заведомо незаконных приказа или распоряжения исключает уголовную ответственность.

### Иные страны
Исполнение приказа или распоряжения предусмотрено в качестве обстоятельства, исключающего уголовную ответственность, в законодательстве многих стран мира, в том числе государств СНГ (Казахстана, Белоруссии, Узбекистана).
Действующий УК Франции предусматривает следующую норму: «Не несет уголовной ответственности лицо, совершившее действие по приказу законной власти, за исключением случаев, когда такое действие является явно незаконным» (ч. 2 ст. 122-4). Здесь можно увидеть два критерия правомерности причинения вреда: 1) лицо должно действовать по приказу законного органа власти и 2) сам приказ должен быть законным.
Аналогичная норма предусмотрена УК Нидерландов:

1. Лицо, которое совершает правонарушение, выполняя официальный приказ, отданный компетентными властями, не подлежит уголовной ответственности.
2. Незаконный официальный приказ не освобождает от уголовной ответственности, если только подчиненный добросовестно не предполагал законность этого приказа, и он выполнил его.
— Ст. 43.
Уголовный кодекс Латвии признаёт выполнение преступного приказа или распоряжения ненаказуемым лишь в случаях, когда исполнитель не сознавал преступный характер приказа или распоряжения, и его преступный характер не был очевиден. Из этого положения делается исключение в случаях совершения преступлений против человечества и мира, военных преступлений и геноцида (ст. 34). При совершении таких преступлений исполнение преступного приказа и распоряжения ни в каких случаях не может быть признано правомерным.
УК Испании к основаниям, освобождающим от уголовном ответственности, относит действия, совершенные во исполнение своего долга или законного осуществления своего права, профессиональных или должностных обязанностей (п. 7 ст. 21). Сюда включается и исполнение приказа.